# فيليم فلوسر
فيليم فلوسر (12 مايو 1920 - 27 نوفمبر 1991) فيلسوف وكاتب وصحفي برازيلي تشيكي المولد. عاش لفترة طويلة في ساو باولو (حيث أصبح مواطنًا برازيليًا) ثم في فرنسا لاحقًا، وكتبت أعماله بالعديد من اللغات المختلفة.
تميزت أعماله المبكرة بمناقشة فكر مارتن هايدغر، وبتأثير الوجودية والظواهر. لعبت الظواهر دورًا رئيسيًا في الانتقال إلى المرحلة اللاحقة من عمله، حيث حول انتباهه إلى فلسفة الاتصال والإنتاج الفني. لقد ساهم في الانقسام في التاريخ: فترة عبادة الصور، وفترة عبادة النص، مع انحرافات بالتالي إلى عبادة الأصنام و"عبادة النصوص".